# Coppa continentale di atletica leggera 2010

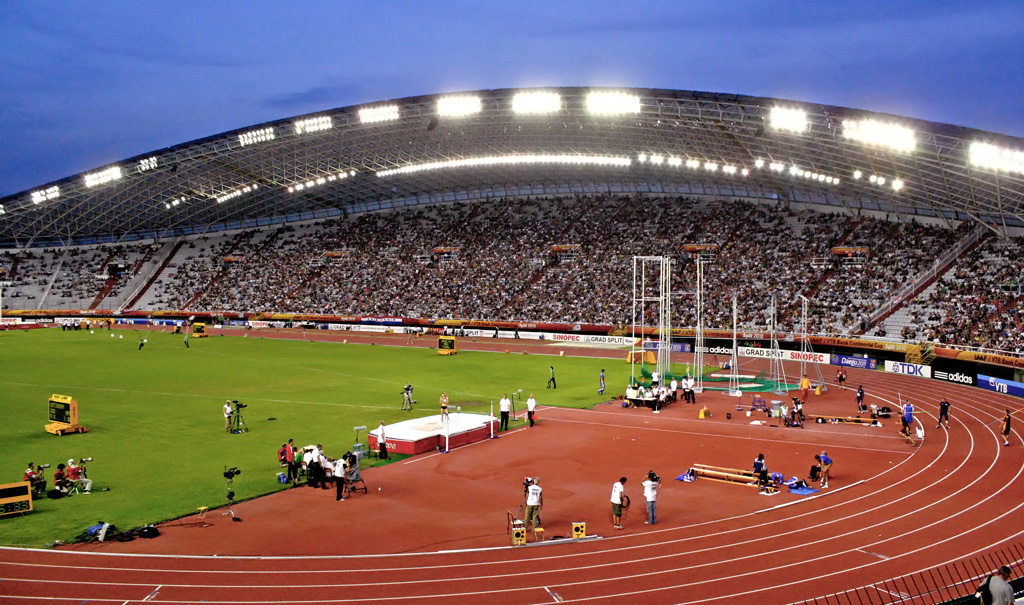
Lo stadio di Poljud di Spalato ha ospitato l'edizione 2010 della Coppa continentale

La Coppa continentale di atletica leggera 2010 (in inglese 2010 IAAF Continental Cup) è stata una competizione internazionale di atletica leggera organizzata dalla IAAF. L'evento ha avuto luogo presso lo stadio municipale di Poljud di Spalato (Croazia) dal 4 al 5 settembre 2010.
La competizione, precedentemente nota come Coppa del mondo di atletica leggera, è stata la prima edizione della Coppa continentale di atletica leggera dopo il cambio di nome e regolamento; una delle principali differenze consisteva nella riduzione delle squadre partecipanti da 9 a 4 (Europa, Africa, Americhe e Asia-Pacifico).

## Classifica
| Posizione | Squadra       | Posizioni singoli atleti | Posizioni singoli atleti | Posizioni singoli atleti | Posizioni singoli atleti | Posizioni singoli atleti | Posizioni singoli atleti | Posizioni singoli atleti | Posizioni singoli atleti | Punti |
| Posizione | Squadra       | 1º                       | 2º                       | 3º                       | 4º                       | 5º                       | 6º                       | 7º                       | 8º                       | Punti |
| --------- | ------------- | ------------------------ | ------------------------ | ------------------------ | ------------------------ | ------------------------ | ------------------------ | ------------------------ | ------------------------ | ----- |
| 1         | Americhe      | 13                       | 13                       | 14                       | 7                        | 10                       | 8                        | 6                        | 5                        | 422,5 |
| 2         | Europa        | 13                       | 14                       | 11                       | 16                       | 6                        | 10                       | 1                        | 1                        | 417   |
| 3         | Africa        | 7                        | 9                        | 7                        | 6                        | 8                        | 9                        | 15                       | 9                        | 293   |
| 4         | Asia-Pacifico | 7                        | 4                        | 9                        | 6                        | 12                       | 12                       | 13                       | 9                        | 290,5 |

## Risultati individuali

### Uomini
| Specialità | Oro                                                                | Prestazione | Argento                                                                       | Prestazione | Bronzo                                                                | Prestazione |
| Corse piane |                                                                    |             |                                                                               |             |                                                                       |             |
| 100 m | Christophe Lemaitre Europa                                         | 10"06       | Daniel Bailey Americhe                                                        | 10"10       | Mark Lewis-Francis Europa                                             | 10"16       |
| 200 m | Wallace Spearmon Americhe                                          | 19"95       | Churandy Martina Americhe                                                     | 20"47       | Ben Youssef Meïté Africa                                              | 20"51       |
| 400 m | Jeremy Wariner Americhe                                            | 44"22       | Ricardo Chambers Americhe                                                     | 44"59       | Michael Bingham Europa                                                | 44"84       |
| 800 m | David Rudisha Africa                                               | 1'43"37     | Marcin Lewandowski Europa                                                     | 1'44"81     | Belal Mansoor Ali Asia-Pacifico                                       | 1'44"92     |
| 1 500 m | Amine Laâlou Africa                                                | 3'35"49     | Mekonnen Gebremedhin Africa                                                   | 3'35"70     | Leonel Manzano Americhe                                               | 3'36"48     |
| 3 000 m | Bernard Lagat Americhe                                             | 7'54"75     | Moses Ndiema Kipsiro Africa                                                   | 7'54"98     | Bayron Piedra Americhe                                                | 7'55"52     |
| 5 000 m | Bernard Lagat Americhe                                             | 13'58"23    | Moses Ndiema Kipsiro Africa                                                   | 13'58"35    | Bouabdellah Tahri Europa                                              | 13'58"79    |
| Corse a ostacoli |                                                                    |             |                                                                               |             |                                                                       |             |
| 110 hs | David Oliver Americhe                                              | 13"11       | Andy Turner Europa                                                            | 13"48       | Shi Dongpeng Asia-Pacifico                                            | 13"53       |
| 400 hs | David Greene Europa                                                | 47"88       | Javier Culson Americhe                                                        | 48"08       | Bershawn Jackson Americhe                                             | 48"62       |
| 3 000 siepi | Richard Mateelong Africa                                           | 8'09"67     | Roba Gari Africa                                                              | 8'09"87     | Mahiedine Mekhissi-Benabbad Europa                                    | 8'09"96     |
| Salti |                                                                    |             |                                                                               |             |                                                                       |             |
| Salto con l'asta | Steve Hooker Asia-Pacifico                                         | 5,95 m      | Renaud Lavillenie Europa                                                      | 5,90 m      | Derek Miles Americhe                                                  | 5,75 m      |
| Salto in alto | Rashid Al-Mannai Asia-Pacifico                                     | 2,28 m      | Donald Thomas Americhe                                                        | 2,28 m      | Martyn Bernard Europa                                                 | 2,25 m      |
| Salto in lungo | Dwight Phillips Americhe                                           | 8,34 m      | Kafétien Gomis Europa                                                         | 8,10 m      | Christian Reif Europa                                                 | 7,99 m      |
| Salto triplo | Marian Oprea Europa                                                | 17,29 m     | Alexis Copello Americhe                                                       | 17,25 m     | Phillips Idowu Europa                                                 | 17,24 m     |
| Lanci |                                                                    |             |                                                                               |             |                                                                       |             |
| Getto del peso | Christian Cantwell Americhe                                        | 21,87 m     | Tomasz Majewski Europa                                                        | 21,22 m     | Scott Martin Asia-Pacifico                                            | 20,10 m     |
| Lancio del disco | Robert Harting Europa                                              | 66,85 m     | Benn Harradine Asia-Pacifico                                                  | 66,45 m     | Ehsan Hadadi Asia-Pacifico                                            | 64,55 m     |
| Lancio del martello | Libor Charfreitag Europa                                           | 79,69 m     | Dilshod Nazarov Asia-Pacifico                                                 | 78,76 m     | Ali Al-Zinkawi Asia-Pacifico                                          | 76,73 m     |
| Lancio del giavellotto | Andreas Thorkildsen Europa                                         | 89,26 m     | Gerhardus Pienaar Africa                                                      | 83,17 m     | Matthias de Zordo Europa                                              | 82,89 m     |
| Staffette |                                                                    |             |                                                                               |             |                                                                       |             |
| Staffetta 4×100 m | Americhe Daniel Bailey Wallace Spearmon Tyson Gay Churandy Martina | 38"25       | Asia-Pacifico Shinji Takahira Naoki Tsukahara Kenji Fujimitsu Shintaro Kimura | 39"28       | Africa Hannes Dreyer Simon Magakwe Wilhelm van der Vyver Thuso Mpuang | 39"82       |
| Staffetta 4×400 m | Americhe Nery Brenes Bershawn Jackson Greg Nixon Ricardo Chambers  | 2'59"00     | Europa Michael Bingham Kévin Borlée Vladimir Krasnov Martyn Rooney            | 2'59"84     | Africa Gary Kikaya Mark Kiprotich Mutai Mohamed Khouaja Rabah Yousif  | 3'02"62     |
| record mondiale; record mondiale stagionale; record africano; record asiatico; record europeo; record nord-centroamericano e caraibico; record sudamericano; record oceaniano; record dei campionati; record nazionale; record personale; record personale stagionale. |                                                                    |             |                                                                               |             |                                                                       |             |

### Donne
| Specialità | Oro                                                                                       | Prestazione | Argento                                                                     | Prestazione | Bronzo                                                                     | Prestazione |
| Corse piane |                                                                                           |             |                                                                             |             |                                                                            |             |
| 100 m | Kelly-Ann Baptiste Americhe                                                               | 11"05       | Shalonda Solomon Americhe                                                   | 11"09       | Blessing Okagbare Africa                                                   | 11"14       |
| 200 m | Aleksandra Fedoriva Europa                                                                | 22"86       | Elyzaveta Bryzgina Europa                                                   | 23"37       | Cydonie Mothersille Americhe                                               | 23"41       |
| 400 m | Amantle Montsho Africa                                                                    | 49"89       | Debbie Dunn Americhe                                                        | 50"21       | Tat'jana Firova Europa                                                     | 50"45       |
| 800 m | Janeth Jepkosgei Africa                                                                   | 1'57"88     | Kenia Sinclair Americhe                                                     | 1'58"16     | Marija Savinova Europa                                                     | 1'58"27     |
| 1 500 m | Hind Dehiba Europa                                                                        | 4'19"78     | Nicole Sifuentes Americhe                                                   | 4'21"34     | Christin Wurth-Thomas Americhe                                             | 4'21"46     |
| 3 000 m | Meseret Defar Africa                                                                      | 9'03"33     | Shannon Rowbury Americhe                                                    | 9'04"82     | Malindi Elmore Americhe                                                    | 9'05"75     |
| 5 000 m | Vivian Cheruiyot Africa                                                                   | 16'05"74    | Sentayehu Ejigu Africa                                                      | 16'07"11    | Molly Huddle Americhe                                                      | 16'08"60    |
| Corse a ostacoli |                                                                                           |             |                                                                             |             |                                                                            |             |
| 100 hs | Sally Pearson Asia-Pacifico                                                               | 12"65       | Lolo Jones Americhe                                                         | 12"66       | Perdita Felicien Americhe                                                  | 12"68       |
| 400 hs | Nickiesha Wilson Americhe                                                                 | 54"52       | Muizat Ajoke Odumosu Africa                                                 | 54"59       | Vania Stambolova Europa                                                    | 54"89       |
| 3 000 siepi | Julija Zaripova Europa                                                                    | 9'25"46     | Milcah Cheywa Africa                                                        | 9'25"84     | Sofia Assefa Africa                                                        | 9'29"53     |
| Salti |                                                                                           |             |                                                                             |             |                                                                            |             |
| Salto con l'asta | Svetlana Feofanova Europa                                                                 | 4,70 m      | Lisa Ryzih Europa                                                           | 4,60 m      | Fabiana Murer Americhe                                                     | 4,50 m      |
| Salto in alto | Blanka Vlašić Europa                                                                      | 2,05 m      | Emma Green Europa                                                           | 1,95 m      | Levern Spencer Americhe Nadiya Dusanova Asia-Pacifico                      | 1,88 m      |
| Salto in lungo | Yuliya Tarasova Asia-Pacifico                                                             | 6,70 m      | Yargelis Savigne Americhe                                                   | 6,63 m      | Ol'ga Rypakova Asia-Pacifico                                               | 6,60 m      |
| Salto triplo | Ol'ga Rypakova Asia-Pacifico                                                              | 15,25 m     | Ol'ha Saladucha Europa                                                      | 14,70 m     | Yargelis Savigne Americhe                                                  | 14,63 m     |
| Lanci |                                                                                           |             |                                                                             |             |                                                                            |             |
| Getto del peso | Valerie Adams Asia-Pacifico                                                               | 20,86 m     | Nadzeja Astapčuk Europa                                                     | 20,18 m     | Gong Lijiao Asia-Pacifico                                                  | 20,13 m     |
| Lancio del disco | Li Yanfeng Asia-Pacifico                                                                  | 63,79 m     | Sandra Perković Europa                                                      | 63,29 m     | Yarelys Barrios Americhe                                                   | 62,58 m     |
| Lancio del martello | Tat'jana Lysenko Europa                                                                   | 73,88 m     | Zhang Wenxiu Asia-Pacifico                                                  | 73,69 m     | Yipsi Moreno Americhe                                                      | 72,73 m     |
| Lancio del giavellotto | Marija Abakumova Europa                                                                   | 68,14 m     | Sunette Viljoen Africa                                                      | 62,21 m     | Kimberley Mickle Asia-Pacifico                                             | 61,36 m     |
| Staffette |                                                                                           |             |                                                                             |             |                                                                            |             |
| Staffetta 4×100 m | Americhe Cydonie Mothersille Debbie Ferguson-McKenzie Shalonda Solomon Kelly-Ann Baptiste | 43"07       | Europa Olesja Povch Natalia Pohrebniak Mariya Ryemyen Elyzaveta Bryzgina    | 43"77       | Africa Ruddy Zang Milama Agnes Osazuwa Oludamola Osayomi Blessing Okagbare | 43"88       |
| Staffetta 4×400 m | Americhe Shericka Williams Debbie Dunn Nickiesha Wilson Christine Amertil                 | 3'26"37     | Europa Kseniya Ustalova Antonina Krivoshapka Libania Grenot Tat'jana Firova | 3'26"58     | Africa Folasade Abugan Amy Mbacké Thiam Ndeye Fatou Soumah Amantle Montsho | 3'27"99     |
| record mondiale; record mondiale stagionale; record africano; record asiatico; record europeo; record nord-centroamericano e caraibico; record sudamericano; record oceaniano; record dei campionati; record nazionale; record personale; record personale stagionale. |                                                                                           |             |                                                                             |             |                                                                            |             |

## Tabella punteggi
Nella seguente tabella vengono riportati i punteggi ottenuti da tutti gli atleti che hanno preso parte alla Coppa continentale (due atleti per ogni continente in ciascuna gara, con l'eccezione delle staffette, dove hanno gareggiato le quattro squadre continentali).
| Gara                   | Gara | Africa | Africa | Americhe | Americhe | Asia-Pacifico | Asia-Pacifico | Europa | Europa |
| ---------------------- | ---- | ------ | ------ | -------- | -------- | ------------- | ------------- | ------ | ------ |
| 100 metri piani        | U    | 4      | 0      | 7        | 5        | 3             | 2             | 8      | 6      |
| 100 metri piani        | D    | 6      | 2      | 8        | 7        | 3             | 1             | 5      | 4      |
| 200 metri piani        | U    | 6      | 3      | 8        | 7        | 4             | 2             | 5      | 0      |
| 200 metri piani        | D    | 4      | 2      | 6        | 5        | 3             | 1             | 8      | 7      |
| 400 metri piani        | U    | 4      | 1      | 8        | 7        | 3             | 2             | 6      | 5      |
| 400 metri piani        | D    | 8      | 4      | 7        | 5        | 2             | 1             | 6      | 3      |
| 800 metri piani        | U    | 8      | 2      | 5        | 4        | 6             | 1             | 7      | 3      |
| 800 metri piani        | D    | 8      | 3      | 7        | 1        | 4             | 2             | 6      | 5      |
| 1500 metri piani       | U    | 8      | 7      | 6        | 3        | 2             | 1             | 5      | 4      |
| 1500 metri piani       | D    | 2      | 1      | 7        | 6        | 5             | 3             | 8      | 4      |
| 3000 metri piani       | U    | 7      | 5      | 8        | 6        | 4             | 2             | 3      | 1      |
| 3000 metri piani       | D    | 8      | 5      | 7        | 6        | 4             | 2             | 3      | 0      |
| 5000 metri piani       | U    | 7      | 5      | 8        | 2        | 4             | 0             | 6      | 3      |
| 5000 metri piani       | D    | 8      | 7      | 6        | 2        | 4             | 0             | 5      | 3      |
| 110/100 metri ostacoli | U    | 4      | 3      | 8        | 1        | 6             | 2             | 7      | 5      |
| 110/100 metri ostacoli | D    | 3      | 2      | 7        | 6        | 8             | 1             | 5      | 4      |
| 400 metri ostacoli     | U    | 5      | 4      | 7        | 6        | 2             | 1             | 8      | 3      |
| 400 metri ostacoli     | D    | 7      | 2      | 8        | 3        | 4             | 0             | 6      | 5      |
| 3000 metri siepi       | U    | 8      | 7      | 2        | 1        | 4             | 3             | 6      | 5      |
| 3000 metri siepi       | D    | 7      | 6      | 5        | 4        | 2             | 1             | 8      | 3      |
| Staffetta 4×100 metri  | U    | 7      | 7      | 15       | 15       | 11            | 11            | 0      | 0      |
| Staffetta 4×100 metri  | D    | 7      | 7      | 15       | 15       | 3             | 3             | 11     | 11     |
| Staffetta 4×400 metri  | U    | 7      | 7      | 15       | 15       | 3             | 3             | 11     | 11     |
| Staffetta 4×400 metri  | D    | 7      | 7      | 15       | 15       | 3             | 3             | 11     | 11     |
| Punti corse            | U    | 112    | 112    | 139      | 139      | 68            | 68            | 107    | 107    |
| Punti corse            | D    | 109    | 109    | 143      | 143      | 57            | 57            | 120    | 120    |
| Salto con l'asta       | U    | 2      | 0      | 6        | 3        | 8             | 4             | 7      | 5      |
| Salto con l'asta       | D    | 2      | 0      | 6        | 4        | 5             | 3             | 8      | 7      |
| Salto in alto          | U    | 5      | 0      | 7        | 3        | 8             | 4             | 6      | 2      |
| Salto in alto          | D    | 2      | 1      | 5,5      | 3        | 5,5           | 4             | 8      | 7      |
| Salto in lungo         | U    | 3      | 1      | 8        | 4        | 5             | 2             | 7      | 6      |
| Salto in lungo         | D    | 3      | 1      | 7        | 2        | 8             | 6             | 5      | 4      |
| Salto triplo           | U    | 5      | 3      | 7        | 4        | 2             | 1             | 8      | 6      |
| Salto triplo           | D    | 3      | 2      | 6        | 1        | 8             | 5             | 7      | 4      |
| Getto del peso         | U    | 4      | 2      | 8        | 5        | 6             | 3             | 7      | 0      |
| Getto del peso         | D    | 2      | 1      | 5        | 4        | 8             | 6             | 7      | 3      |
| Lancio del disco       | U    | 2      | 1      | 4        | 3        | 7             | 6             | 8      | 5      |
| Lancio del disco       | D    | 2      | 1      | 6        | 4        | 8             | 5             | 7      | 3      |
| Lancio del martello    | U    | 2      | 1      | 4        | 3        | 7             | 6             | 8      | 5      |
| Lancio del martello    | D    | 0      | 0      | 6        | 4        | 7             | 3             | 8      | 5      |
| Lancio del giavellotto | U    | 7      | 3      | 2        | 1        | 5             | 4             | 8      | 6      |
| Lancio del giavellotto | D    | 7      | 4      | 3        | 2        | 6             | 0             | 8      | 5      |
| Punti concorsi         | U    | 41     | 41     | 72       | 72       | 78            | 78            | 94     | 94     |
| Punti concorsi         | D    | 31     | 31     | 68,5     | 68,5     | 87,5          | 87,5          | 96     | 96     |
| Punti totali           | U    | 153    | 153    | 211      | 211      | 146           | 146           | 201    | 201    |
| Punti totali           | D    | 140    | 140    | 211,5    | 211,5    | 144,5         | 144,5         | 216    | 216    |
| Gara                   | Gara | Africa | Africa | Americhe | Americhe | Asia-Pacifico | Asia-Pacifico | Europa | Europa |
| Gara                   | Gara | 293    | 293    | 422,5    | 422,5    | 290,5         | 290,5         | 417    | 417    |